# Mora
mora（モーラ）は、ソニー・ミュージックエンタテインメント（SMEJ）グループのソニー・ミュージックソリューションズが運営する日本の音楽配信サービスサイト。以前は同じ傘下のレーベルゲートが運営を担っていたが、2021年4月1日に吸収合併・移行となった。また、2019年11月から2022年3月までサービス提供されていた高音質ストリーミング配信サービスmora qualitas（モーラ クオリタス）についてもこの項で記載する。

## 概要
レーベルゲートの設立以降、各レコード会社毎に独立していた配信サイトの集約を目的に、2004年のレーベルゲートCD2の登場に合わせて開始した配信サイトである。
名称の由来は「音楽を網羅（もうら）する」である。
2012年のリニューアル以前は、SME傘下のレコード会社所属アーティストとはmoraの独占配信契約を結んでいたため、所属アーティストの楽曲はmoraでしか購入することが出来なかった。
2012年のリニューアル以降は、他社サービスへの楽曲配信、スマホ対応化、ハイレゾ対応を順次行なっていき、2019年11月より高音質ストリーミング配信サービス「mora qualitas」をPC・Mac向けに開始した。こちらはレーベルゲート→ソニー・ミュージックソリューションズ（以下SMS）ではなくSMEJが運営する。
尚、所属アーティストのmoraとmora qualitasへの楽曲配信は別運営故に別契約となっており、moraで配信されている楽曲が必ずしもmora qualitasでも配信されているとは限らない。

### 2012年9月まで（OpenMG時代）
2004年3月の開始当初から2012年9月までは、レーベルゲートCD2のファイル音源再生に使用されていた、ソニーのOpenMG Xを採用した「レーベルゲートMQ」方式を使用し、楽曲フォーマットはATRAC3 / ATRAC3plus、ビットレートは132kbpsが中心であった。
このOpenMG XとATRACフォーマットによる楽曲ファイルの利用には制約が多く、x-アプリ（以前のSonicStage等も含む）などの専用ソフトウェアをインストールしたWindows PCとソニーのウォークマン（2007年以降の海外向け機種(型番の頭がNWZ-)及び国内向けの一部機種(型番の頭がNWD-)を除く）を中心とした一部の機器（詳しくはATRAC Audio Deviceを参照）の組み合わせでしか利用できなかった。2012年3月29日をもってサービスを終了したmora winについてもほぼ同様で、Microsoft Windows PCと対応する携帯電話/スマートフォン数機種でしか利用できなかった。仕様上、macOSやiOSには非対応だったため、iPod、iPhone、iPadでは利用不可能だった。
レーベルゲートCD2の撤廃以降も、OpenMG XとATRACフォーマットによる楽曲ファイルでの配信を引き続き行なってきたが、前述の所属アーティスト楽曲のmora独占配信も相まって、ユーザー側やアーティスト側には不評だった。
さらに、2010年前後を境にスマートフォンが普及し、ウォークマンにドラッグ&ドロップ転送システムが採用されたこともあり、配信サービスの見直しを余儀なくされ、2012年のリニューアル時よりOpenMG XとATRACフォーマットによる楽曲ファイルでの配信終了とAACでの楽曲配信が開始された。
ただし、AAC採用の動きは着うたを開始した当初から見られ、2010年4月からAndroidスマートフォン専用サービス「mora touch」を開始した際は、AAC 128kbpsを採用していた。2012年10月のリニューアルでmoraと統合された。

### 2012年10月以降（全面DRMフリー化）
2012年10月1日にリニューアルし、デジタル著作権管理（DRM）なしのAAC-LC（MP4） 320kbpsを新たに採用した。2012年10月1日現在の楽曲数は約150万曲となっており、2012年9月以前に提供されていた楽曲（約300万曲）の一部が提供されていない。これはAAC化による（レコードレーベル側の）音源の再準備が必要なためで、現在残りの楽曲についてもAAC方式による置き換えが順次開始されており、2012年内には2012年9月以前と、ほぼ同等の楽曲数になる予定。なお、2012年9月以前に購入したATRAC形式の楽曲をAACで再ダウンロードすることはできない。
また、リニューアルに合わせて、所属アーティストの楽曲配信契約が見直され、他社サイトへの楽曲配信を開始。2012年2月22日に洋楽が、同年11月7日に邦楽がiTunes Storeで配信開始。
従来、購入及びダウンロードには（ATRAC形式及びOpenMGによるDRMを扱える）x-アプリなどの対応ソフトウェアが必要であったが、リニューアルでウェブブラウザ及びMedia Goから購入できるようになり、それによりMicrosoft Windows以外のOSやスマートフォン、PSP、PS Vitaにも対応した。また、DRMフリー化によりDRM非対応だった一部のウォークマン（型番の頭がNWD-の機種）への転送も可能となった。
反面、リニューアルと同時に従来のウォークマン向けソフトウェア全て（x-アプリ3.0以前、SonicStage全バージョン、CONNECT Player等）でのサービス提供が終了した。今後ウォークマン向けソフトウェアは同日にリリースされたx-アプリ4.0（以降も含む）のみが対応することとなる。
ただし、AACに付加されているメタデータが原因で、iPhoneやiPod touchなどのiOS機器については、転送はできるものの再生できない問題が生じており、iTunesで再エンコードするなど一手間加える必要があった。2012年12月にリリースされた「moraダウンローダー」（ウェブブラウザからの購入・ダウンロード向けサポートソフト）でダウンロードを行うとこの問題は発生しない。

### mora qualitas
mora qualitasは2019年11月から2022年3月まで提供されていた高音質ストリーミング配信サービス。月額料金は1,980円の月額サブスクリプション制で、配信楽曲数は公表されていなかった。サービス発表当初は2019年春のサービス開始を目指したが、開始時期が延期されたことで、競合するAmazon Music HD（2021年6月日本向けに提供開始）が日本国内初のハイレゾ対応ストリーミング配信サービスになった。
配信楽曲を聴くにはmora qualitasアプリをインストールする必要があり、開始当初はWindows及びMacのみ対応、2020年2月にiOSとAndroid用のアプリを配信開始した。配信フォーマットはFLAC 44.1～192kHz/16〜24bit、一部のアーティスト楽曲はAAC 320kbpsでのストリーミング配信。

## 沿革
- 1999年（平成11年）12月 - ソニーからマジックゲート メモリースティック・ATRACフォーマットに対応したMSウォークマン NW-MS7発売、リッピングソフトのOpenMG JukeBoxが同機種に同梱される形で供給開始。ソニー・ミュージックエンタテインメントが国内初のレコード会社直営による音楽配信（EMD）サイト「bitmusic」を開設。
- 2000年（平成12年）4月3日 - ソニー・SCNおよびSMEJ・エイベックスなど国内レコード会社10社の出資によりレーベルゲートを設立。ATRAC・OpenMG（デジタル著作権管理技術）を併用したレーベルゲート方式を策定。bitmusicや@music（エイベックス）など同陣営の音楽配信サイトでの再生ソフトにあたる「レーベルゲートプレーヤー」の無償ダウンロードとインフラ供給を開始。配信サイトは各レコード会社毎に独立していた。
- 2001年（平成13年）- レーベルゲートプレーヤーの改良版として「Madison Player」の無償ダウンロード開始。
- 2002年（平成14年）8月 - Net MDに対応したATRACplus・OpenMG Xの組み合わせによるレーベルゲートMQ方式が発表され、対応ソフトとしてMAGIQLIPの無償ダウンロード開始。EMD購入楽曲のNet MD機器への転送が可能となる。
- 2003年（平成15年） - SMEJがコピーコントロールCDとしてレーベルゲートCDを採用した新譜CDソフト（『明日への扉』など）をリリース開始。
- 2004年（平成16年）
  - 3月31日 - レーベルゲートが運営主体となるEMDサイト「mora」を開始。
    - それまでレコード会社毎に独立していたEMDサイトが、iTunes Storeに倣う形でポータルサイトのように集約されることになる。

  - 10月20日 - Windows Media Player対応の配信サービス「MusicDrop」開始。のち2006年9月には「mora win」に変更。
  - 11月17日 - MAGIQLIP2の後継として、SonicStage 2.3 for Moraの無償ダウンロードを開始。なお、当時はSonicStage 2.X単体の無償ダウンロードは行われていなかった（VAIO、ATRAC再生に対応したウォークマン・SoundGate・CLIEのハンドルソフトであった。）。MAGIQLIPに保存されている購入楽曲は同一PCにインストールしてあるSonicStageへのエクスポートが可能である。
- 2005年（平成17年）
  - 2月24日 - Yahoo! JAPANが「Yahoo! ミュージックダウンロード」にてmoraからの楽曲提供によるATRAC3配信開始。
  - 12月14日 - オリコンが「ORICON STYLE」にてmoraからの楽曲提供によるATRAC3plus配信開始（2006年11月30日終了）。
- 2006年（平成18年）
  - 3月15日 - ATRAC3plus 256kbpsで配信開始[5]。
  - 9月26日 - Windows Media Player向けの配信サービス「MusicDrop」を「mora win」に名称変更。
  - 10月26日 - HMV Japanが「HMV DIGITAL」（2010年2月サービス終了）にてmoraからの楽曲提供によるATRAC3配信開始。
- 2007年（平成19年）10月2日 - Windows Media Player向けの配信サービスを「mora win Type1 Music Store」に名称変更。
- 2010年（平成22年）4月1日 - Xperia発売と同時に、同端末で音楽のダウンロード用のアプリケーション「mora touch」を提供開始。
- 2012年（平成24年）
  - 3月29日 - 「mora win」のサービス終了。
  - 9月30日 - 翌日の全面リニューアルを機にATRAC3/レーベルゲートMQ方式の配信、ならびに「mora touch」がサービス終了。これに伴い「x-アプリ」3.0以前、「SonicStage」全バージョン、「CONNECT Player」全バージョン、「LISMO Port」4.4以前での提供を終了。
  - 10月1日 - 「WALKMAN公式ミュージックストア」と銘打ち、全面リニューアル。AAC-LC 320Kbps、DRMフリーで配信開始。同時にブラウザ版、スマートフォン用アプリケーションで提供開始。
  - 12月21日 - ウェブブラウザからの購入、ダウンロード、ファイル管理をサポートするアプリ「moraダウンローダー」を提供開始。
- 2013年（平成25年）
  - 1月24日 - Windows 8、Windows RT向けストアアプリ「mora ～"WALKMAN"公式ミュージックストア～」を提供開始。
  - 10月17日 - FLAC形式で44.1～192kHz/24bit、DRMフリーのハイレゾ音源が配信開始。同時に「Media Go[注釈 2]」から購入・ダウンロードが、ウォークマン F880シリーズでmoraアプリ内からハイレゾ音源が購入・ダウンロードできるようになる。
  - 12月5日 - ウォークマン ZX1でmoraアプリ内からハイレゾ音源が購入・ダウンロードできるようになる。
  - 12月26日 - サムスン電子製及びLG製スマートフォンの一部機種でmoraアプリ内からハイレゾ音源が購入・ダウンロードできるようになる。
- 2014年（平成26年）
  - 4月21日 - x-アプリのバージョンアップに伴い、x-アプリ内からハイレゾ音源が購入・ダウンロードできるようになる。これにより、パソコンでハイレゾ音源がダウンロードできないのはmoraダウンローダーのみとなる。
  - 5月20日 - ソニーモバイル製スマートフォンの一部機種でmoraアプリ内からハイレゾ音源が購入・ダウンロードできるようになる。
  - 7月3日 - iPhoneやiPadなどのiOS端末のウェブブラウザから購入できるようになる。またiOS用ダウンローダー兼プレーヤーアプリの「moraプレーヤー」も提供開始。
- 2015年（平成27年）
  - 1月9日 - DSD形式で2.8MHz～5.6MHz/1bit、DRMフリーのハイレゾリューションオーディオ音源が配信開始。しかし当日中に、DSD楽曲が再生可能な機器・プレーヤーにおいて一部再生されないものが見つかり、音楽配信を1月21日まで中断[6][注釈 3]。
  - 2月5日 - moraダウンローダーがハイレゾリューションオーディオ音源に対応。
  - 10月22日 - Media Goでダウンロードした際の拡張子を変更（.mp4 → .m4a / .m4v）。
  - 11月12日 - moraダウンローダーがmacOSに対応。
- 2016年（平成28年）6月30日 - Windowsストアアプリでのサービスを終了。
- 2019年（令和元年）11月 - 高音質ストリーミング配信サービス「mora qualitas」を開始。日本国内でのCD音質ストリーミング配信サービスはDeezer HiFi、Amazon Music HDに続いて3番目、ハイレゾ音源対応のストリーミング配信サービスに限ってはAmazon Music HDに続いて2番目のサービス開始となる。この時点でmora qualitasアプリはWindowsとmacOSのみ対応。
- 2020年（令和2年）2月18日 - mora qualitasアプリがiOSとAndroidに対応。
- 2021年（令和3年）4月1日 - 運営元のレーベルゲートがSMSに吸収合併され、運営がSMSに移管された。ただしmora qualitasの運営はSMEJのまま。
- 2022年（令和4年）3月29日 - mora qualitasがサービス提供終了。
- 2024年（令和6年）3月12日 - ロスレス音源が配信開始。

## 利用方法

### リニューアル前
x-アプリ等の対応ソフトをダウンロードの上で、moraサイト上で決済した後で楽曲のダウンロードが可能となっていた。また、楽曲毎にウォークマン等への転送回数やCD作成回数が異なっていた。

### リニューアル後
リニューアル後のmoraで配信されているコンテンツは「ミュージック」「ビデオ」「ハイレゾ」に大別される。いずれもDRMは施されていない。
ミュージック
AAC-LC 320kbps
ビデオ
H.264 SD画質 オーディオビットレート：128kbps。ミュージックビデオが中心。
ハイレゾ
FLAC 44.1～384kHz/24bit
DSD 2.8MHz～11.2MHz/1bit
いずれもサンプリング周波数は商品によって異なる。
ロスレス
FLAC 44.1～48kHz/16bit
44.1kHzはCDDAと同等の音質。
| ダウンロード方法           | 適する利用方法 | 拡張子       | 拡張子 | 拡張子             | 拡張子   | ファイルパス                                                                                    |
| ダウンロード方法           | 適する利用方法 | ミュージック | ビデオ | ハイレゾ           | ロスレス | ファイルパス                                                                                    |
| -------------------------- | --- | ------------ | ------ | ------------------ | -------- | ----------------------------------------------------------------------------------------------- |
| Media Go （Ver. 2.5a以降） | ハイレゾ音源を利用する場合 2013年秋以降に発売されたウォークマンを利用している場合 Xperia等のスマートフォンを利用している場合 タブレット端末を利用している場合 PSPを利用している場合 MTP/MSC転送に対応する機器を利用している場合                                    | .m4a         | .m4v   | .flac .dsf .dsdiff | .flac    | 各アプリの既定フォルダ /アーティスト名/アルバム名 /番号と曲名.拡張子 （Media GoはVer. 2.7以降） |
| x-アプリ （Ver. 4.0以降）  | ハイレゾ音源を利用する場合（Ver. 6.0以降） USB-DACやビットパーフェクト再生（ASIO/WASAPI）を利用する場合（同上） 2013年以前に発売されたウォークマンを利用している場合 LISMO Port、旧SonicStageを利用している場合 2012年9月以前に購入したDRM付楽曲を利用している場合 | .mp4         | .mp4   | .flac .dsf .dsdiff | .flac    | 各アプリの既定フォルダ /アーティスト名/アルバム名 /番号と曲名.拡張子 （Media GoはVer. 2.7以降） |
| moraダウンローダー         | iTunesやiOS端末を利用する場合 ブラウザからダウンロードする場合 OS Xでダウンロードする場合 | .m4a         | .m4v   | .flac .dsf .dsdiff | .flac    | 各アプリの既定フォルダ /アーティスト名/アルバム名 /番号と曲名.拡張子 （Media GoはVer. 2.7以降） |
| ブラウザ                   | | .m4a         | .m4v   | .flac .dsf .dsdiff | .flac    | ダウンロード /番号と数字.拡張子                                                                 |
| Androidアプリ              | Android端末を利用している場合。Google Playからのダウンロードが必要。 ハイレゾは対応機種が限られる。 拡張子は、Android搭載ウォークマンの場合は上段、それ以外のAndroid端末の場合は下段。                                                                             | .mp4         | .mp4   | .flac .dsf .dsdiff | .flac    | ダウンロード /mora/番号と数字.拡張子                                                            |
| Androidアプリ              | Android端末を利用している場合。Google Playからのダウンロードが必要。 ハイレゾは対応機種が限られる。 拡張子は、Android搭載ウォークマンの場合は上段、それ以外のAndroid端末の場合は下段。                                                                             | .m4a         | .m4v   | .flac .dsf .dsdiff | .flac    | ダウンロード /mora/番号と数字.拡張子                                                            |

ブラウザで決済した場合、「まとめてダウンロード」が利用できる。これを利用した場合は「.mora」ファイルがダウンロードされ、このファイルを期限内に開くとmoraダウンローダーが起動して、そのアプリで実際のファイルがダウンロードされる。

### 決済方法
以前はSonicStageとWebブラウザでは使用できる決済方法が異なっていたが、2007年5月から、同じ方法となる。
- VISA、MasterCard、JCB、AMEX、Dinersブランドのクレジットカード、デビットカードおよびプリペイドカード[注釈 5]
- Yahoo!ウォレット
- 楽天ペイ
- Amazon Pay
- mora music card
- NET CASH
- nanacoギフト
- WebMoney / WebMoney for mora
- BitCash
- 楽天Edy - Internet Explorerとx-アプリのみ[注釈 6]（現在は利用不可）
- auかんたん決済（現在は利用不可）
- ドコモケータイ払い - Androidアプリのみ（現在は利用不可）
- ソフトバンクまとめて支払い - Androidアプリのみ（現在は利用不可）

クレジットカード決済は、1か月分の利用額を1つにまとめ、末日付け請求となる。決済を済ませてもダウンロードしなければ請求されない。各種電子マネーで決済した場合は8日以降に返金される。楽天Edyは「Edyギフト」で返金されていた。なお、SonicStage、x-アプリでの楽曲購入は自動的にダウンロード処理に入るため、キャンセルできない。

### ハイレゾ音源購入に対応するAndroid端末
端末の仕様により、ハイレゾ音源の一部の楽曲情報が表示されない場合がある。
- ソニー
  - ウォークマン
    - NW-ZX1
    - NW-ZX2
    - NW-F880シリーズ

  - Xperia Tablet (Wi-Fiモデル)
    - Xperia Z2 Tablet[注釈 7]
    - Xperia Z3 Tablet Compact
- ソニーモバイル
  - Xperiaシリーズ
    - Xperia Z2 SO-03F
    - Xperia Z2 Tablet SO-05F
    - Xperia ZL2 SOL25
    - Xperia Z2 Tablet SOT21
    - Xperia Z3 (SO-01G, SOL26, SoftBank 401SO)
    - Xperia Z3 Compact SO-02G
- サムスン電子
  - GALAXYシリーズ
    - GALAXY Note 3 (SC-01F、SCL22)
    - GALAXY J SC-02F
    - GALAXY S5 (SC-04F、SCL23)
    - GALAXY Note Edge (SC-01G、SCL24)
    - GALAXY S5 Active SC-02G
    - Galaxy S6 edge (SC-04G、SCV31)
    - Galaxy S6 SC-05G
- LGエレクトロニクス
  - Gシリーズ
    - G2 L-01F
    - isai LGL22
    - G Flex LGL23
    - isai FL LGL24
    - isai VL LGV31
- HTC
  - HTC Jシリーズ
    - HTC J Butterfly HTL23
- オンキヨー&パイオニア
  - ONKYOブランド
    - DP-X1

  - Pioneerブランド
    - XDP-100R

- Xperia Z2シリーズは、96 kHz/24bit以上のハイレゾ音源を再生する場合は別売りのUSB DACが必要[注釈 8]。
- ウォークマン・ZXシリーズ、F880シリーズおよびXperia Z3シリーズは、DSFおよびDSDIFF 2.8 MHz/1bit(DSD64)のハイレゾ音源の場合、リニアPCMに変換されて再生される[注釈 9]。

## 対応メディアプレーヤー
- Music Center for PC

### 過去
- MAGIQLIP
- SonicStage
- CONNECT Player
- x-アプリ
- Media Go
- BeatJam